# 2. Floorball-Bundesliga
Die 2. Floorball-Bundesliga ist die zweithöchste Spielklasse des Floorball-Verband Deutschland (FD). 

## Geschichte
In der Saison 2006/2007 bestand sie aus nur einer Staffel mit 10 Teilnehmern. Von der Saison 2007/08 bis 2019/20 wurde die Liga in zwei Staffeln ausgespielt.  Zwischen 2020 und 2024 gab es drei Staffeln (Nord/West, Ost und Süd/West). Seit der Saison 2024/25 wird wieder in zwei Staffeln ausgespielt. 

## Organisation
Über ihr steht die eingleisige 1. Floorball-Bundesliga, welche ebenfalls durch FD organisiert wird. Unter der 2. Bundesliga werden in den insgesamt acht Regionalligen lokale Meisterrunden ausgetragen und durch die jeweiligen Landesverbände teilweise in Kooperation teilweise alleine organisiert.
Die Erst- und Zweitplatzierten jeder Staffel und die beiden besten Drittplatzierten erreichen die Play-offs und spielen den Zweitligameister aus. Die Finalteilnehmer spielen schlussendlich für den direkten Aufstieg. Der Verlierer spielt in der Relegation gegen den Verlierer der Play-downs der 1. FBL um den letzten verbliebenen Startplatz in jener. 
Die Teams auf Platz 7 spielen gegen die zweitplatzierten Teams aus den Regionalmeisterschaft der jeweiligen Region (Nord/NRW, Hessen, RLPSaar/Süd und Ost). Ab Platz 8 steigen sie in jene ab. Alle Spiele um den Aufstieg, die Zweitligameisterschaft und den Abstieg werden in einer Best-of-Three Serie ermittelt.
In der Saison 2024/25 nehmen 20 Teams teil, welche nach geographischen Gesichtspunkten in eine Staffel Nord/West und Süd/Ost mit jeweils 10 Mannschaften eingeteilt sind.

## Teilnehmende Mannschaften

### Teilnehmer Staffel Nord/West
- Lilienthaler Wölfe (Staffelsieger Nord/West)
- TSV Tollwut Ebersgöns
- Frankfurt Falcons
- SSF Dragons Bonn II
- ETV Piranhhas Hamburg II
- Dümptener Füchse
- Hannover 96
- BSV Roxel
- TV Eiche Horn Bremen
- Baltic Storms (Aufsteiger)

### Teilnehmer Staffel Süd/Ost
- VfL Red Hocks Kaufering (Absteiger)
- FBC München (Absteiger)
- PSV 90 Dessau
- TSG Füchse Quedlinburg
- USV Halle Saalebiber
- Red Devils Wernigerode
- Eisbären Juniors Berlin
- UHC Döbeln
- ESV Ingolstadt Schanzer Ducks
- FC Rennsteig Avalanche

## Zweitligameister seit 2005
- 2004/05: CFC Leipzig (11:5 gegen WSG Döbeln)
- 2005/06: UHC Döbeln
- 2006/07: USV Halle II (9:3 gegen SV 1919 Grimma)
- 2007/08: TSV Neuwittenbek (2:0 Siege in der Finalserie gegen SV 1919 Grimma)
- 2008/09: Red Devils Wernigerode (2:0 Siege in der Finalserie gegen Unihockey Igels Dresden)
- 2009/10: Floor Fighters Chemnitz (7:4 und 7:3 gegen SSF Dragons Bonn)
- 2010/11: Unihockey Igels Dresden (14:7, 8:10 und 10:9 n. V. gegen UHC Döbeln 06)
- 2011/12: SSF Dragons Bonn (10:7 und 8:5 gegen TV Eiche Horn Bremen)
- 2012/13: VfL Red Hocks Kaufering (7:4 und 6:2 gegen SSF Dragons Bonn)
- 2013/14: SSF Dragons Bonn (5:4 und 7:0 gegen Dümptener Füchse)
- 2014/15: SC DHfK Leipzig (4:3 und 4:3 n. P. gegen USV Halle Saalebiber)
- 2015/16: TV Schriesheim (6:9, 7:1 und 4:2 gegen TV Eiche Horn Bremen)
- 2016/17: Blau-Weiß 96 Schenefeld (8:0, 10:5 gegen SC DHfK Leipzig)
- 2017/18: DJK Holzbüttgen (5:3, 5:9, 3:2 n. V. gegen TV Eiche Horn Bremen)
- 2018/19: TV Schriesheim (9:6, 8:5 gegen SSF Dragons Bonn)
- 2019/20: Wegen der Corona-Pandemie nicht stattgefunden
- 2020/21: Wegen der Corona-Pandemie nicht stattgefunden
- 2021/22: Unihockey Igels Dresden (8:6, 5:3 gegen Lilienthaler Wölfe)
- 2022/23: FC Stern München (9:8, 11:5 gegen Lilienthaler Wölfe)
- 2023/24: Blau-Weiß 96 Schenefeld (9:10 n. V., 8:7 n. V., 11:2 gegen Lilienthaler Wölfe)
- 2024/25: SC Potsdam (13:8, 8:7 n. V. gg. SC DHfK Leipzig)
- 2025/26